# Annie Genevard

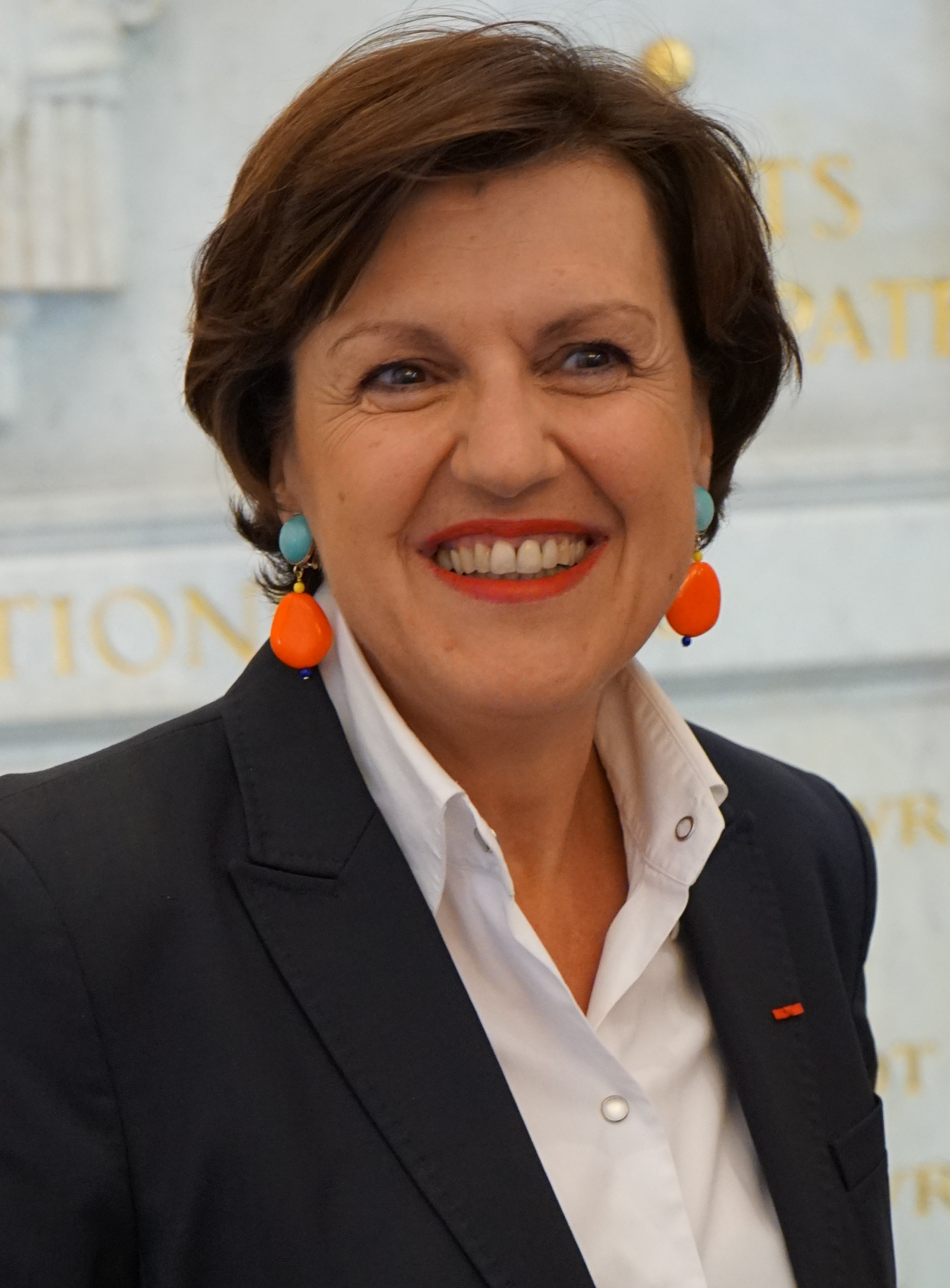
Annie Genevard (2017)

Annie Genevard (* 7. September 1956 in Audincourt, Département Doubs) ist eine französische Politikerin (UMP, Les Républicains). Sie ist seit 2012 Abgeordnete der Nationalversammlung und seit 2017 deren Vizepräsidentin. Im September 2024 wurde sie zur Landwirtschaftsministerin ernannt.

## Hintergrund
Genevard ist die Tochter der ehemaligen UMP-Abgeordneten Irène Tharin. Sie ist von Beruf Französischlehrerin und unterrichtete an einem Lycée. Sie wurde 1995 zur stellvertretenden Bürgermeisterin der Kleinstadt Morteau (Département Doubs) unweit der Schweizer Grenze gewählt, 2002 wurde sie selbst Bürgermeisterin. Bei den Regionalwahlen 2004 zog sie zudem in den Regionalrat der Region Franche-Comté ein, wo sie von 2011 bis zu ihrem Ausscheiden im Jahr darauf Vorsitzende der Fraktion der UMP und verbündeter Mitte-rechts-Parteien war.
2012 kandidierte Genevard bei den Parlamentswahlen im fünften Wahlkreis des Départements Doubs und wurde mit 62,5 % der Stimmen im zweiten Wahlgang in die Nationalversammlung gewählt. Bei der Parlamentswahl 2017 konnte sie ihren Sitz verteidigen. Im November 2017 wurde sie zur Vizepräsidentin der Nationalversammlung gewählt. Von Dezember 2017 bis Oktober 2019 war sie zudem Generalsekretärin der Républicains unter dem Vorsitzenden Laurent Wauquiez.
Nach der durch die Europawahlen 2024 ausgelöste Parteikrise wurde sie im Juni 2024 mit François-Xavier Bellamy, Spitzenkandidat der Républicains bei den Europawahlen, und mit deren Schatzmeister Daniel Fasquelle von der Partei interimistisch als Kopräsidentin bestimmt. Am 21. September 2024 wurde sie zur Landwirtschaftsministerin im Kabinett Barnier ernannt und im folgenden Kabinett Bayrou bestätigt.

## Auszeichnungen
Die Abgeordnete ist Trägerin des Ordre des Arts et des Lettres und des Ordre des Palmes Académiques. Zudem ist sie Mitglied der Ehrenlegion in der Klasse Ritter.